# Eikelspecht
De eikelspecht (Melanerpes formicivorus) is een vogel uit de familie spechten (Picidae).

## Kenmerken
Het verenkleed, dat bij beide geslachten gelijk is, is glanzend zwart met een rode kruin en witte onderdelen. Het vrouwtje heeft bovendien een zwarte voorkruin. De vogel heeft een vrij korte snavel. De lichaamslengte bedraagt 23 cm en het gewicht 65 tot 90 gram.

## Leefwijze
Het hoofdvoedsel van deze vogels bestaat uit eikels, waarvan ze een voorraad aanleggen, die ze stoppen in gaten in bomen, schuttingen en houten gebouwen. Ze eten ook zaden, boomsappen en vruchten. De jongen worden gevoerd met insecten. Deze vogels zijn erg territoriaal en verdedigen het territorium en nest tegen indringers. Dat is begrijpelijk, want in het territorium bevinden zich de foerageerplaatsen, sapbomen, de voedselvoorraad en de roest- en nestplaatsen.

## Verspreiding en status
Deze standvogel komt voor van westelijk Noord-Amerika tot Colombia in eikenbossen en gemengde eiken-naaldhoutbossen.
De soort telt zeven ondersoorten:
- M. f. bairdi: van Oregon tot noordelijk Baja California.
- M. f. angustifrons: zuidelijk Baja California.
- M. f. formicivorus: van de zuidwestelijke Verenigde Staten tot zuidoostelijk Mexico.
- M. f. albeolus: van oostelijk Chiapas tot Belize en noordoostelijk Guatemala.
- M. f. lineatus: van Chiapas tot noordelijk Nicaragua.
- M. f. striatipectus: van Nicaragua tot westelijk Panama.
- M. f. flavigula: Colombia.

## Status
De eikelspecht heeft een groot verspreidingsgebied en daardoor alleen al is de kans op de status kwetsbaar (voor uitsterven) uiterst gering. De grootte van de populatie is niet gekwantificeerd, maar de aantallen nemen toe. Om deze redenen staat de eikelspecht als niet bedreigd op de Rode Lijst van de IUCN.